# Conservatório de Moscovo
O Conservatório de Moscovo ou Moscou (Московская государственная консерватория имени П. И. Чайковского) é uma proeminente escola de música russa.
Entre os graduados estão Sergei Rachmaninoff, Alexander Scriabin, Nicolai Medtner, Aram Khachaturian, Mstislav Rostropovich, Alfred Schnittke e Vladimir Ashkenazy.
Foi fundado em 1866 por Príncipe Nikolai Petrovitch Troubetzkoy e Nikolai Rubinstein, irmão do famoso pianista e compositor Anton Rubinstein, o qual fundou o Conservatório de São Petersburgo em 1862.
Quando da sua inauguração, Piotr Ilitch Tchaikovski foi nomeado professor de Teoria Musical e Harmonia, lugar que ocupou até perto de 1878. Desde 1940, o conservatório ostenta o nome de Tchaikovski.
A Pianista Brasileira Cristina Nascimento formou-se no curso de Pós-Graduação (Piano) em 1988.Atualmente no Brasil , atua como coordenadora no Conservatório Brasileiro de Música - Centro Universitário no Rio de Janeiro. 
É extensa a lista de célebres docentes e alunos desta escola.